# Скавиця
Скавиця (пол. Skawica (dopływ Skawy)) — гірська річка в Польщі, у Суському повіті Малопольського воєводства. Ліва притока Скави, (басейн Балтійського моря).

## Опис
Довжина річки 23,3 км, найкоротша відстань між витоком і гирлом — 15,47 км, коефіцієнт звивистості річки — 1,57 ; площа басейну водозбору 145,96 км². Формується притоками та безіменними струмками.

## Розташування
Бере початок на північно-західних схилах хребта Кров'ярки (гірське пасмо Баб'я Ґури). Спочатку тече переважно на північний захід через природний парк «Ліс Підблендни», село Гирб. Далі повертає на північний схід, тече через Завоя, Скавицю, Бялку і на південно-східній околиці міста Маків-Підгалянський впадає у річку Скаву, праву притоку Вісли.

## Притоки
- Велчивка (ліва); Мосорний Потік, Скавиця Гурна, Скавиця Солтися (праві).